# Tadeusz Zielniewicz
Tadeusz Kazimierz Zielniewicz (ur. 1 lipca 1952 w Poznaniu) – polski historyk sztuki i konserwator zabytków. W latach 1987–1995 generalny konserwator zabytków, w latach 2005–2007 dyrektor Muzeum Sztuki Nowoczesnej w Warszawie, a w latach 2010–2017 dyrektor Muzeum Łazienki Królewskie w Warszawie.

## Życiorys
Syn Kazimierza i Anny. Absolwent XI Liceum Ogólnokształcącego w Poznaniu (1971). W 1975 ukończył studia w Instytucie Historii Sztuki Uniwersytetu im. Adama Mickiewicza. Odbył następnie studia w zakresie konserwacji zabytków na Wydziale Architektury Politechniki Warszawskiej.
Był reżyserem teatru studenckiego „Maski” w Poznaniu, dyrektorem Studenckiego Ośrodka Teatralnego i festiwalu „Konfrontacje Młodego Teatru”, następnie kierował gminnym ośrodkiem kultury w Głusku. Był instruktorem do spraw kultury w komitecie wojewódzkim PZPR w Lublinie.
Od 1981 do 1987 pełnił funkcję wojewódzkiego konserwatora zabytków w Lublinie, od 1987 do 1995 zajmował stanowisko generalnego konserwatora zabytków w Ministerstwie Kultury i Dziedzictwa Narodowego. W tym czasie zorganizował Państwową Służbę Ochrony Zabytków. Po odejściu z administracji publicznej pracował jako prezes zarządu spółki inwestycyjnej i jako rzeczoznawca. Udzielał się również jako ekspert sejmowej Komisji Kultury i Środków Przekazu.
W okresie 1995–1997 był kierownikiem biura stowarzyszenia Polskiej Rady Biznesu. Doradzał dyrektorowi Zamku Królewskiego w Warszawie w sprawach pozyskiwania funduszy pomocowych UE. W lipcu 2005 został powołany na stanowisko dyrektora Muzeum Sztuki Nowoczesnej w Warszawie przez ministra Waldemara Dąbrowskiego. W lutym 2007 złożył rezygnację z tego stanowiska, motywując to protestem przeciwko decyzji komisji konkursowej o wyborze projektu siedziby muzeum autorstwa Christiana Kereza. W tym samym roku stanął na czele spółki Wejchert Golf Club. W lipcu 2010 został dyrektorem Muzeum Łazienki Królewskie w Warszawie. W latach 2010–2015 zrealizował program rewitalizacji parku i znajdujących się w nim budynków o wartości ponad 130 mln złotych. W lutym 2017 minister kultury i dziedzictwa narodowego odwołał go z tego stanowiska.
W latach 1988–1990 wchodził w skład Rady Ochrony Pamięci Walk i Męczeństwa. Uzyskał członkostwo w Międzynarodowej Radzie Ochrony Zabytków (ICOMOS) i Klubie Polskiej Rady Biznesu. Zasiadał w radzie Fundacji Instytut Bronisława Komorowskiego.

## Odznaczenia i wyróżnienia
W 2011 odznaczony Krzyżem Kawalerskim Orderu Odrodzenia Polski. W 2012 został kawalerem I klasy norweskiego Norweskiego Orderu Zasługi
Otrzymał nagrodę „Życie w Architekturze” oraz medal resortowy „Zabytek Zadbany” za zrealizowanie projektu rewitalizacji Pałacu Sobańskich w Warszawie. Za projekt adaptacji zabytkowej Starej Papierni w Konstancinie-Jeziornie otrzymał międzynarodowy medal „Europa Nostra”.